# Freddy Sorribas
Freddy Enrique Sorribas Crespi (Melo, 14 de febrero de 1948 - Montevideo, 28 de julio de 2017) fue un artista plástico uruguayo.

## Biografía
Comenzó a estudiar pintura en 1957 y tuvo la oportunidad de tomar clases con Américo Sposito y Carlos Llanos y a partir de ese momento continuó desarrollándose como artista. Reconocido por sus obras como "Mesa con lampara" , "Mujer y botella azul" entre otras, donde utilizó colores fuertes y potentes así como el intenso sentimiento personal sobre las mismas. Lo han considerado un artista que ha desenvuelto sus técnicas de precisión y vigor, además de su expresión de libertad.
Su trayectoria ha sido premiada en varios lugares como Porto Alegre, New York, Buenos Aires como también en Acapulco.
Varias de las obras de Sorribas están alojadas en museos mientras que otras pueden verse en el edificio de Torreón de Punta del Este, en la terminal de ómnibus y en la escuela Nº11 de su ciudad natal, así como en la compañía telefónica de Porto Alegre, Galería Masson de Curitiba, Hotel Guanabarrade en Río de Janeiro, Espacio Verde en San Paulo entre otros lugares de Brasil. Algunas de sus exposiciones tuvieron lugar en la Galería Perfiles de Bs. As., Museo de Arte en Valparaíso, Chile, en el Museo de Arte de Acapulco, México, así como también en Madisson Gallery, Nueva York, EE. UU., Galería del Sol, Madrid, España.
En 2014, realizó un taller y exposición con estudiantes de secundaria de su ciudad natal.

## Reconocimientos
- Pintores Uruguayos 1977 en la Galería del Notariado ubicada en Montevideo.
- 1º Mención 1981, Embajada de España, Montevideo.
- 1º Adquisición. 39.º Salón Nacional de Artes Plásticas, Montevideo.
- Selección Arte Nuevo, Museo de Arte Americano 1976, Montevideo.
- 1ºPremio, Salón de Ministerio de Educación y Cultura. Melo
- 1º Medalla de Oro de la 6ª Bienal. Melo.